# Nicolas Jalabert
Nicolas Jalabert (Mazamet, 13 aprile 1973) è un ex ciclista su strada francese.
È il fratello minore di Laurent Jalabert, a sua volta ciclista.

## Palmarès

### Strada
- 1994 (ONCE-Look-Mavic, una vittoria)

Parigi-Tours Espoirs
- 1995 (Mutuelle de Seine-et-Marne, una vittoria)

Classifica generale Mi-août en Bretagne
- 1996 (Mutuelle de Seine-et-Marne, due vittorie)

Grand Prix de la Ville de Rennes
1ª tappa Tour de l'Avenir (Pontchâteau > Parthenay)
- 1997 (Cofidis, tre vittorie)

Route Adélie de Vitré
Grand Prix de la Ville de Rennes
Coppa di Francia
- 2002 (CSC-Tiscali, due vittorie)

2ª tappa Tour du Poitou-Charentes (Saintes > Montbron)
Bordeaux-Caudéran
- 2003 (Team CSC, una vittoria)

Classifica generale Giro della Bassa Sassonia
- 2007 (Agritubel, una vittoria)

Classic Loire Atlantique

#### Altri successi
- 2000 (ONCE-Deutsche Bank)

Criterium Carcassonne
1ª tappa Volta Ciclista a Catalunya (La Pineda > Vila-seca, cronosquadre)
4ª tappa Tour de France (Nantes > Saint-Nazaire, cronosquadre)
- 2005 (Phonak Hearing Systems)

1ª tappa Volta Ciclista a Catalunya (Salou, cronosquadre)
- 2006 (Phonak Hearing Systems)

Criterium Lusignan-Petit

## Piazzamenti

### Grandi Giri
- Tour de France

1997: 135º
1998: 49º
2000: ritirato (16ª tappa)
2001: 115º
2003: 106º
2004: 82º
2005: 138º
2006: 102º
2007: 114º
2008: ritirato (14ª tappa)
- Vuelta a España

1999: ritirato (11ª tappa)
2004: ritirato (10ª tappa)
2006: ritirato (9ª tappa)

### Classiche monumento
- Milano-Sanremo

1998: 83º
1999: 116º
2000: 74º
2002: 69º
2003: 43º
2005: 46º
- Giro delle Fiandre

2000: ritirato
2001: ritirato
2002: 21º
2003: 64º
2004: 33º
- Parigi-Roubaix

1998: ritirato
2002: ritirato
2003: ritirato
2005: 27º
2009: 31º
- Liegi-Bastogne-Liegi

2000: 96º

### Competizioni mondiali
- Campionati del mondo

San Sebastián 1997 - In linea Elite: 24º
Verona 1999 - In linea Elite: ritirato
Zolder 2002 - In linea Elite: ritirato